# カイアポイ
カイアポイ ( 英: Kaiapoi) は、ニュージーランドのカンタベリー地方南部にある町で、クライストチャーチの17km北に位置する。
人口は1万2850人 （2020年ニュージーランド人口統計）。

## 歴史
名称はマオリ語で「城壁都市」を意味し、かつて南島最大級のマオリ族の居住地があった。

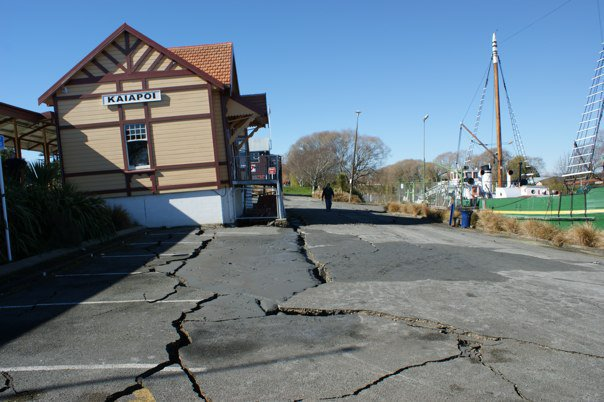
カイアポイ, カンタベリー地震 (2010年)

## 経済
統計上はクライストチャーチに含まれる。クライストチャーチには通勤鉄道がないため、幹線道路沿いに郊外型の商業施設が立地している。